# Les Portelles
Les Portelles és un cim de 1.176 metres que es troba al municipi de la Sénia, a la comarca catalana del Montsià.